# Eva Arndt-Riise
Eva Arndt-Riise (Aarhus, 27 novembre 1919 – Gjesing, 18 giugno 1993) è stata una nuotatrice danese, specializzata nello stile libero.

## Palmarès

### Olimpiadi
- Argento a Londra 1948 nella staffetta 4x100 metri stile libero.

### Europei
- Oro a Monte Carlo 1947 nella staffetta 4x100 metri stile libero.